# Numb Little Bug
«Numb Little Bug» es una canción de la cantautora estadounidense Em Beihold, lanzada como su sencillo debut el 28 de enero de 2022, a través de Republic Records y Moon Projects. Este tema es el segundo sencillo de su segundo EP, Egg in the Backseat. La canción fue escrita por Beihold junto con Nick Lopez y Dru DeCaro, y producida por DeCaro, Elijah Hill y Dallas Caton. En los primeros meses de 2022, la canción se volvió viral en TikTok, donde para finales de febrero ya se había utilizado en más de 60,000 videos.

## Antecedentes y lanzamiento
Beihold escribió la canción sobre sentirse «adormecida» mientras tomaba antidepresivos debido a su ansiedad, diciendo que estos «le absorbían el alma y la energía». Compartió un fragmento de la canción en TikTok a mediados de 2021, después de lo cual firmó con Moon Projects y lanzó la canción a través de Republic Records. Un comunicado de prensa describió la canción como un «himno pop reflexivo y poderoso» con «un piano ligero» y «versos animados».

## Vídeo musical
El video lírico animado de la canción fue lanzado junto con la canción el 28 de enero de 2022. El video musical oficial de la canción se estrenó el 10 de marzo de 2022.

## Gráficos

### Gráficos semanales
| Listas (2022–2023)                            | Mejor posición |
| --------------------------------------------- | -------------- |
| Australia (ARIA)                              | 31             |
| Canadá (Canadian Hot 100)                     | 44             |
| Global 200 (Billboard)                        | 40             |
| Irlanda (IRMA)                                | 35             |
| Países Bajos (Single Tip)                     | 6              |
| Nueva Zelanda (Recorded Music NZ)             | 31             |
| Singapur (RIAS)                               | 11             |
| Reino Unido (UK Singles Chart)                | 25             |
| Estados Unidos Billboard Hot 100              | 18             |
| Estados Unidos Adult Contemporary (Billboard) | 8              |
| Estados Unidos Adult Top 40 (Billboard)       | 1              |
| Estados Unidos Mainstream Top 40 (Billboard)  | 6              |

### Gráficos de fin de año
| Listas (2022)                                 | Posición |
| --------------------------------------------- | -------- |
| Canadá (Canadian Hot 100)                     | 91       |
| Estados Unidos Billboard Hot 100              | 32       |
| Estados Unidos Adult Contemporary (Billboard) | 17       |
| Estados Unidos Adult Top 40 (Billboard)       | 8        |
| Estados Unidos Mainstream Top 40 (Billboard)  | 21       |

| Lista (2023)                                  | Posición |
| --------------------------------------------- | -------- |
| Estados Unidos Adult Contemporary (Billboard) | 35       |

## Certificaciones
| País           | Organismo certificador | Certificación | Ventas certificadas | Ref.   |
| -------------- | ---------------------- | ------------- | ------------------- | ------ |
| Brasil         | Pro-Música Brasil      | Oro           | 20 000              | [ 24 ] |
| Canadá         | Music Canada           | Platino       | 40 000              | [ 25 ] |
| Reino Unido    | BPI                    | Oro           | 70 000              | [ 26 ] |
| Estados Unidos | RIAA                   | Platino       | 30 000              | [ 27 ] |

## Historial de lanzamientos
| País           | Fecha               | Formatos                         | Discográfica | Ref.   |
| -------------- | ------------------- | -------------------------------- | ------------ | ------ |
| Estados Unidos | 11 de abril de 2022 | Radio contemporánea para adultos | Republic     | [ 28 ] |